# Justicia chiriquiensis
Justicia chiriquiensis är en akantusväxtart som beskrevs av L.H. Durkee. Justicia chiriquiensis ingår i släktet Justicia och familjen akantusväxter. Inga underarter finns listade i Catalogue of Life.